# Brian Banner (personaje)
Brian Banner es un personaje ficticio del Universo Marvel Comics. Apareció por primera vez en forma impresa a principios de 1982. Brian Banner es el padre de Bruce Banner, el Increíble Hulk. El abuso que Bruce sufre a manos de Brian cuando era niño es un factor importante que contribuye a su eventual transformación en Hulk.

## Historial de publicaciones
Brian Banner apareció por primera vez en The Incredible Hulk # 267 y fue creado por Bill Mantlo y Sal Buscema.

## Biografía ficticia
Brian consideraba a su padre como un monstruo y creía que había heredado un "gen monstruo" de él, por lo que se prometió a sí mismo que nunca tendría hijos, por temor a traer otro Banner al mundo.
De adulto, Brian se casó con una mujer llamada Rebecca, obtuvo su doctorado en física y encontró un trabajo en Los Álamos, Nuevo México, trabajando para el gobierno de los Estados Unidos en un proyecto que desarrollaba una forma limpia de crear energía nuclear. El estrés de su trabajo eventualmente llevó a Brian a convertirse en alcohólico, y frecuentemente atacaba a quienes lo rodeaban. Un día, mientras estaba ebrio en el trabajo, Brian sobrecargó accidentalmente algunas máquinas, provocando una explosión que le costó su trabajo. A pesar de su promesa de no tener hijos, Brian embarazó a Rebecca, quien dio a luz a su único hijo, Robert Bruce Banner. Brian creía que Bruce había heredado tanto el "gen monstruo" como los defectos genéticos debido al accidente en Los Álamos, por lo que lo ignoró por completo e intentó mantener a Rebecca alejada de él. Con frecuencia dejaba a Bruce al cuidado de la negligente enfermera Meachum. Cuando Bruce se despertó una mañana de Navidad y abrió un regalo de su madre, un modelo complejo, lo armó fácilmente, a pesar de su corta edad. Esto convenció a Brian de que sus suposiciones sobre Bruce eran correctas. Golpeó a Bruce y, después de que ella acudió en ayuda de su hijo, también a Rebecca. Después de soportar varios años de abuso por parte de Brian, Rebecca intentó escapar de él con Bruce. Brian descubrió a su esposa e hijo empacando el auto justo antes de su fuga, y aplastó la cabeza de Rebecca contra el pavimento, matándola frente a su hijo pequeño. Brian logró evitar que Bruce testificara contra él en su juicio por el asesinato de Rebecca, diciendo que si lo hacía, iría al infierno. Aterrado, Bruce cometió perjurio, testificando que su padre nunca abusó de él ni de Rebecca, y que su madre trató de huir sin ningún motivo. Brian escapó de la condena debido a la falta de pruebas, pero luego es arrestado cuando, borracho, se jactaba de violar la ley al intimidar a su hijo. Brian es encarcelado y luego ingresado en una institución mental. Mientras tanto, Bruce queda al cuidado de su tía Susan, ahora conocida como la Sra. Drake.
Después de 15 años de encierro, Brian, a quien se cree apto para reintroducirse en la sociedad, es liberado al cuidado de un Bruce reacio. Vivir con Bruce hizo que los delirios de Brian comenzaran de nuevo y, en el aniversario de la muerte de Rebecca, Brian y Bruce se involucraron en una pelea verbal y luego física en la tumba de Rebecca en una noche de tormenta. Durante la pelea, Bruce mató accidentalmente a Brian tirándolo de cabeza contra la lápida de Rebecca. Bruce reprimió los recuerdos de la estadía de Brian con él y su posterior muerte, haciéndose creer que, mientras los dos luchaban en la tumba de Rebecca, Brian simplemente lo golpeó y se fue, luego asesinado por asaltantes.
El fantasma de Brian continuaría acechando al alter ego de Bruce, Hulk, después de su muerte, apareciendo a menudo para burlarse de él, diciendo que Bruce no era mejor que él mismo; villanos como Mentallo, Cráneo Rojo, Diablo Hulk y Culpa Hulk también usarían la imagen de Brian Banner contra Hulk en un intento de debilitarlo. Una historia prominente vio a Red Skull usar tecnología de manipulación mental para hacer que Hulk viera al Juggernaut como su padre y usar a Hulk para atacar a otros héroes, pero este plan fracasó cuando Juggernaut elogió los esfuerzos de Hulk, algo que el verdadero Brian nunca había hecho.
Cuando Bruce Banner y Hulk se fusionaron nuevamente después de los eventos de Heroes Return, Bruce se encontró en el infierno, donde conoció a varios antiguos adversarios, incluido su padre, Brian. Bruce estaba aterrorizado por Brian, Líder y Maestro. Finalmente se enfrentó a su padre, lo atacó y estranguló antes de ser devuelto a la Tierra por una imagen de su esposa, Betty Ross. Habiéndose enfrentado a su padre, Bruce deja de perseguirlo.
Cuando Bruce comenzó a sufrir la enfermedad de Lou Gehrig, Sr. Fantástico, con el fin de curarlo (basado en una cura creada por el Líder), hizo exhumar el cadáver de Brian Banner para recolectar parte de su ADN. Con las muestras resultantes, Sr. Fantástico logró curar a Hulk, instruyendo a Ant-Man en la reducción hasta un punto donde se puede insertar muestras de genes de Brian en el propio ADN de la bandera, con la oleada de energía que se libera cuando Hulk volvió a su forma humana infundir el ADN sano con su propio sistema. Posteriormente, Bruce visitó la tumba de su padre y lamenta su confusión sobre sus sentimientos por su padre, señalando el hecho de que ahora le debe la vida al hombre a pesar de sus viejos problemas con él.
En Avengers: The Initiative, el héroe Trauma, que tiene el poder de transformarse en el peor miedo de un oponente, adoptó el disfraz de Brian Banner para usarlo contra Hulk durante World War Hulk.
Recientemente, Bruce ha insinuado que matar a su padre no fue en realidad un accidente, y señaló durante una confrontación con Daken y Wolverine que se las ha arreglado para evitar causar muertes inocentes cuando está haciendo estragos como Hulk, excepto en las ocasiones en las que está bajo el control o la influencia de otra cosa, y sugiriendo que es poco probable que cometa tal "error" en su forma humana más limitada. De manera indirecta, la memoria de Brian también resultó en que Bruce detuviera su pelea con su hijo Skaar después de que Hulk fuera restaurado después de la batalla final con la Intelligencia, Bruce reconoció que no podía continuar la pelea con Skaar, independientemente de cuánto tiempo ambos lados podría 'merecer' morir, sin volver a ser su padre.
Durante la historia de la "Guerra del Caos", Brian Banner regresó de entre los muertos y terminó enfrentando a Hulk nuevamente junto a la Abominación después de lo que sucedió con los reinos de la muerte. Brian se transformó en una criatura que se asemeja a una mezcla de los Hulks Culpa y Diablo. Cuando Brian intentó matar a Rebecca de nuevo, Hulk terminó luchando contra él junto a Skaar. Brian se alimentó de la ira de Hulk hacia él, volviéndose más fuerte. Solo cuando el amor perdido de Hulk, Jarella, le dice que recuerde su amor por ella, la marea cambia. En cambio, Hulk se centró en las emociones positivas inspiradas por el resto de sus aliados y finalmente derrotó a Brian Banner.
Brian Banner regresó a la vida como un fantasma que posee a Sasquatch y lo enfurece. Este alboroto atrae a Hulk. Después de descubrir que su padre está detrás de la posesión y descubrir la razón por la que Jailbait, miembro de Escuadrón Alboroto, perdió el control de sus poderes, Hulk puso fin a la trama de Brian al drenar la energía gamma de Sasquatch lo suficiente como para regresar a Walter Langkowski. Esto se hizo a costa de aparentemente atrapar a Brian Banner en el cuerpo de Hulk. Se reveló que el fantasma de Brian Banner estaba siendo instruido por un ser llamado One Below All cuando Hombre Absorbente en su alias de Red Dog absorbió algo de la energía gamma de Hulk.
Mientras está en el lugar de abajo mientras estudia la puerta verde, el Líder se encuentra con Brian Banner, quien quiere que el Líder lo ayude a escapar del lugar de abajo. En cambio, Líder quita el esqueleto de Brian Banner para investigarlo.

## Poderes y habilidades
Brian Banner tiene un intelecto a nivel de genio.
Cuando Brian Banner resucitó durante la historia de la Guerra del Caos, Brian Banner ganó la capacidad de convertirse en una réplica híbrida de Guilt Hulk y Devil Hulk. Mientras estaba en este estado, Brian Banner poseía poder y fuerza en relación con lo poderoso que Bruce lo percibía.
En forma de fantasma, Brian puede poseer seres con energía gamma.

## Otras versiones
En la línea de tiempo alternativa de la historia de 2005 "House of M", Brian D. Banner cree que Bruce es un mutante creado a través de la radiación con la que experimentó e intenta matarlo. Asesina a Rebecca cuando se interpone en su camino. Antes de que pueda dañar al joven Bruce, Brian es asesinado a tiros por la policía que llega al lugar. Esto es muy similar al escenario que involucra la película de Hulk (ver más abajo).

## En otros medios

### Película
En la película de 2003 Hulk, Brian, rebautizado como David Banner (una referencia a la serie de televisión), aparece como el principal antagonista de la película y es interpretado por Nick Nolte como un anciano y por Paul Kersey como un joven en el prólogo de la película y flashbacks posteriores. El nombre del antagonista del personaje, como dijo Ang Lee, se llama simplemente El Padre. En la película, David es un investigador de genética que, en su búsqueda por mejorar la humanidad, experimenta en sí mismo. Después de que su esposa, Edith, da a luz a Bruce, David ve que Bruce no es normal y siente que él es el responsable. Se da cuenta de que sus experimentos con él mismo han afectado a Bruce, quien apenas muestra emoción y gana manchas de piel verde cuando está herido o enojado. Mientras intentaba encontrar una cura para la condición de Bruce, el General Thaddeus "Thunderbolt" Ross cierra su investigación a David. En su rabia por la pérdida de su trabajo y la desesperanza de la situación de Bruce, David destruye su laboratorio para evitar que los militares usen los datos y trata de asesinar a Bruce, creyendo que Bruce mutará fuera de control. En cambio, accidentalmente mata a Edith cuando ella intenta detenerlo. Bruce es llevado a un hogar de crianza, con los recuerdos de la muerte de su madre bloqueados, y David está confinado a una institución mental. Treinta años más tarde, después de ser liberado de la institución y después de que Bruce se convierta en Hulk, David, convenció a Hulk de ser su "verdadero hijo", prueba a Hulk enviando tres "perros-Hulk" para matar a Betty Ross. Mientras Hulk los derrota, David intenta replicar los poderes de Hulk, dándose a sí mismo habilidades de Hombre Absorbente / Zzzax. Después de que él y Bruce son capturados por los militares, David se enfrenta a Hulk en la batalla y muere absorbiendo la radiación gamma de Hulk y un misil explosivo por orden del General Ross.